# Harina de castaña
La harina de castaña, también llamada harina dulce (farina dolce), es el producto resultante de secar y moler castaña.
Tiene un color avellanoso-pálido, y sabor dulce, se produce principalmente en las zonas de montaña de Italia, entre los 450 a 900 m s. n. m., donde crece el castañero doméstico (Castanea sativa). En el pasado, era una fuente importante de sustento, para muchas áreas montañosas caracterizadas por la llamada civilización de Castagno, dado el alto contenido calórico que la convertía en la principal fuente de sustento.
El castaño introducido ya en la época de San Benedetto se cultivó intensamente debido a las hambrunas y la peste en la Toscana en la década de 1300 que llevó a la población a moverse en busca de medios de apoyo hacia las colinas.
En Córcega, los castaños fueron introducidos a gran escala en el siglo XVI por los genoveses, y su difusión cambió radicalmente el paisaje de vastas áreas de la isla y la dieta de la mayoría de la población.